# Budy Sikawa
Budy Sikawa (alt. Sikawa-Budy) – dawna wieś, od 1946 w granicach Łodzi, na obszarze dzielnicy Widzew we wschodniej części miasta. Rozpościerała się w rejonie ulicy Budy, z eksklawami w okolicach ulic Zbójnickiej, Obłocznej i Hanuszkiewicza. Nazwa Budy Sikawa nie występuje w systemie TERYT.

## Historia
Dawniej samodzielna wieś. Od 1867 w gminie Nowosolna. W okresie międzywojennym należała do powiatu łódzkiego w woj. łódzkim. W 1921 roku wieś Sikawa-Budy liczyła 222 mieszkańców. 1 września 1933 utworzono gromadę (sołectwo) Budy Sikawa w granicach gminy Nowosolna, składającą się z samej wsi Budy Sikawa. Podczas II wojny światowej miejscowość włączono do III Rzeszy. 
Po wojnie Budy Sikawa powróciły na krótko do powiatu łódzkiego woj. łódzkim, lecz już 13 lutego 1946 włączono je do Łodzi.